# Walter Langley
Walter Langley (ur. 8 czerwca 1852 w Birmingham, zm. 21 marca 1922 w Penzance) – angielski malarz, przedstawiciel Newlyn School.

## Życiorys
Pochodził z biednej robotniczej rodziny, pierwsze 30 lat życia spędził w Birmingham, studiował w South Kensington Art School. W 1880 odwiedził Kornwalię i zafascynowany pięknem nadmorskich krajobrazów zdecydował się przenieść do Newlyn, rybackiej osady położonej pod Penzance. Tu dołączył do kolonii artystów, później określanych jako Szkoła Newlyn (m.in. Frank Bramley, Stanhope Forbes). Dwa lata (1905–1906) mieszkał w Holandii, malując klasyczne holenderskie krajobrazy w okolicach Volendam.

## Twórczość
Malował realistyczne obrazy olejne i akwarele ilustrujące ciężkie i znaczone częstymi tragediami życie rybaków z Kornwalii. W latach 1890–1819 wystawiał w Royal Academy, był członkiem Royal Society of Painters. Największe uznanie krytyki zdobyły jego akwarele.

## Wybrane prace

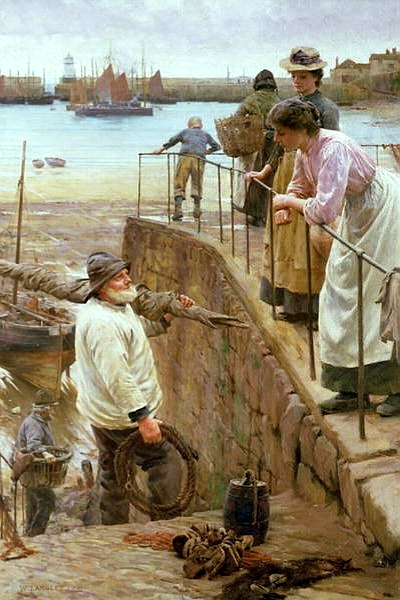
Between The Tides
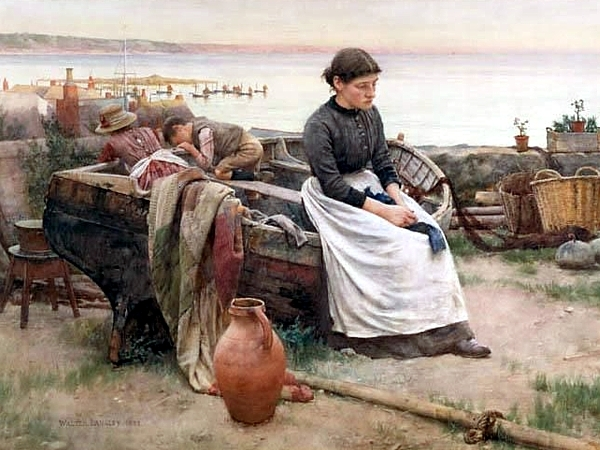
But O For The Touch Of A Vanished Hand
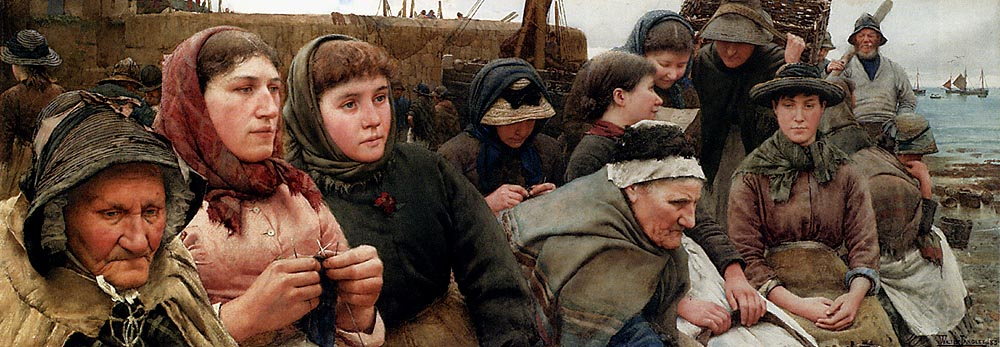
Waiting For The Boats
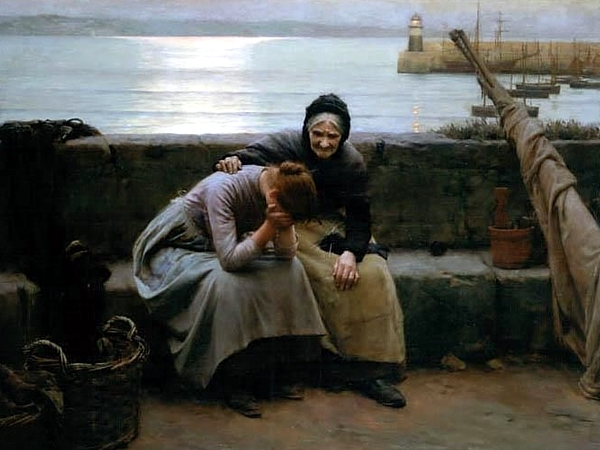
Walter Langley – Never Morning Wore To Evening